# بله (جمهوری آلتای)
بله (به لاتین: Bele) یک منطقهٔ مسکونی در روسیه است که در جمهوری آلتای واقع شده‌است.